# Matasonte
 (mai 2011).
Matasonte, Mathasonte, Matasonthe ou Mathasonthe (en gotique Mat(h)aswinþa, en italien Matasunta) est la fille d'Eutharic et d'Amalasonte, et la sœur d'Athalaric. Théodoric le Grand (roi des Ostrogoths) et Audoflède (sœur de Clovis Ier, roi des Francs) étaient les parents de sa mère, elle fait donc partie de la lignée sacrée des Amales et de la dynastie franque.

## Sa famille
Vers 536, elle épouse Vitigès, roi des Ostrogoths lors d'un mariage forcé, car Vitigès n'étant pas de haute lignée, la princesse répugne à une union qui rabaisse son lignage. Le panégyrique sur ce mariage (en 536) a été délivré par le préfet du prétoire Cassiodore, et a été conservé. Il s'agit d'une forme rhétorique romaine qui dépeint la dynastie gothique sous une lumière romaine avantageuse. Lors de la guerre des Goths, alors qu'ils sont réfugiés à Ravenne, Matasonte aurait proposé au général Jean de l'épouser contre la reddition de Ravenne.
Bélisaire, général de Justinien, capture Vitigès et Matasonte et les emmène à Constantinople, où Vitigès meurt sans descendant.
Après la mort de ce dernier, Matasonte épouse en 550 Germanus Iustinus, cousin de l'empereur et général byzantin avec lequel elle a un fils Germanus, né après la mort de son père, fin 550 ou début 551. Son second mariage a encore une portée politique, Germanus préparant une armée pour envahir l'Italie aux mains des Ostrogoths avant la guerre des Goths. En épousant Matasonte, il devient un possible prétendant au trône des Ostrogoths, se rattachant par sa femme à la lignée des Amales.

## Dans les arts
Matasonte est un personnage principal du roman uchronique de science-fiction De peur que les ténèbres de Lyon Sprague de Camp en 1939.
Matasonte est également un des personnages du film d'aventure Pour la conquête de Rome I (1968) de Robert Siodmak. Le personnage est incarné par l'actrice suédoise Harriet Andersson.